# 洛赫林海茨 (馬里蘭州)
洛赫林海茨（英語：Loch Lynn Heights）是一個位於美國馬里蘭州加勒特縣的市鎮。

## 人口
根據2020年美國人口普查的數據，洛赫林海茨的面積為0.82平方千米，當中陸地面積為0.82平方千米，而水域面積為0.00平方千米。當地共有人口493人，而人口密度為每平方千米601人。